# Масса, Исаак

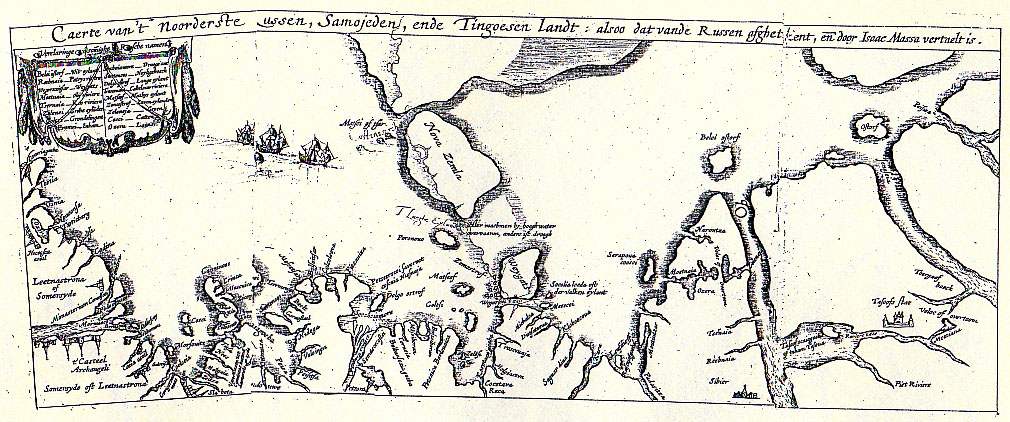
Карта северных берегов России, составленная Исааком Массой в 1612 г.

Исаа́к Абрахамсон Ма́сса (нидерл. Isaac Abrahamszoon Massa, также Massart, Massaert; 7 октября 1586, Харлем — 1643, возможно, Лиссе) — голландский торговец, путешественник и дипломат. Посланник Генеральных штатов к Русскому государству, немало способствовавший процветанию торговли между двумя странами. Автор записок, описывающих события Смутного времени, и карт Восточной Европы и Сибири.

## Биография

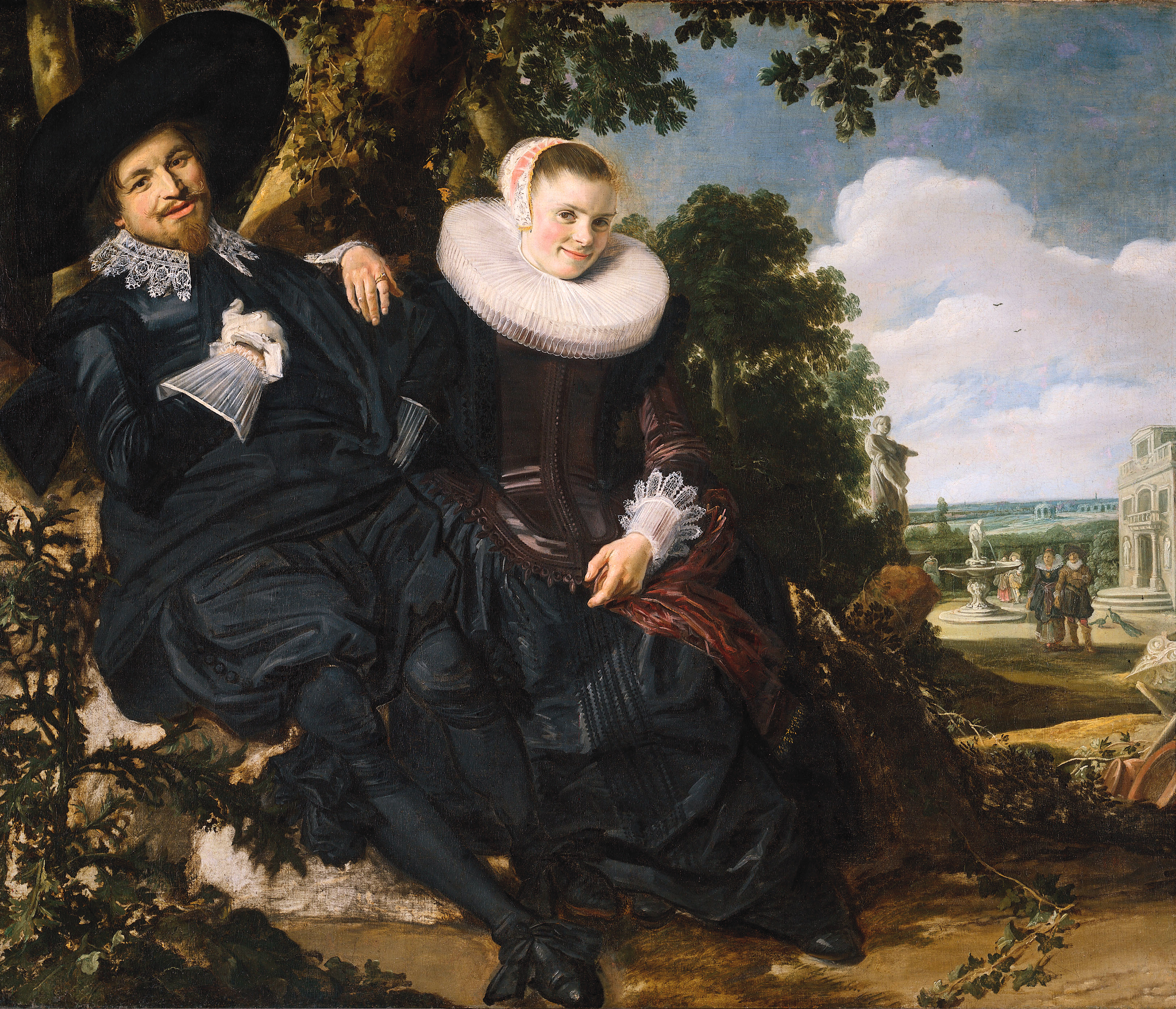
Франс Халс. Свадебный портрет Исаака Массы и Беатрикс ван дер Лан, 1622 г. Холст, масло. Рейксмюсеум, Амстердам

Родился в семье богатого торговца сукном, незадолго до его рождения переселившейся в Харлем из Льежа или из Тиса в Валлонии, куда она, в свою очередь, перебралась из Антверпена, разорённого в 1585 году войсками герцога Пармского Алессандро Фарнезе. Его предки, возможно, принадлежали к благородной итальянской фамилии, переселившей в начале Реформации в Голландию из-за своей приверженности протестантизму. По другой версии, они являлись французскими гугенотами, изначально носившими фамилию Массар (Massart, Massaert), или же испанскими марранами, существует и версия о происхождении из нидерландской семьи коммерсантов.
В послании из Архангельска Генеральным штатам от 2 августа 1614 года он сам сообщал, что предки его «проливали кровь за отечество во Франции и в брабантских войнах», отец же его, «скромный и благочестивый человек, богобоязненно скончался в Харлеме, где торговал сукнами». В послании к принцу Морицу Оранскому он упоминает «о всех великих жестокостях испанцев», которые он «частью видел сам, а частью слышал от родителей, кои — упаси бог! — слишком много претерпели их». Однако само по себе участие в религиозных войнах во Франции ещё не свидетельствует о французском происхождении его предков; испанскому же разорению подвергся не только в 1587-м Антверпен, но и в 1573 году Харлем.
В 1601 году послан был своими родителями в Москву, для обучения торговому делу. Изучил здесь русский язык и завёл торговлю шёлком, получив известность под именем «Исаака Аврамова Массы». Стал свидетелем событий второй половины царствования Бориса Годунова, пережил захват Москвы Лжедмитрием и был выслан в 1608 году в Архангельск, где отверг предложение нидерландского купца Исаака Ле Мэра принять участие в очередной экспедиции по отысканию северо-восточного морского пути, а в следующем 1609 году, перед падением царя Василия Шуйского, выдворен был вместе с другими иностранными купцами из России. Запись в его сочинении о получении им уже в пути известия об освобождении Москвы М. В. Скопиным-Шуйским, свидетельствует о том, что на родину он возвратился весной 1610 года.
По прибытии на родину, составил описание событий 1601—1609 году, получившее название «Краткого известия о Московии», которое посвятил вышеназванному Морицу Оранскому. В 1612 году опубликовал две статьи о событиях в России и географии Сибири, в частности, земли самоедов, вошедшие в сборник нидерландского географа Гесселя Герритса. Сопроводил их подробной картой северных берегов России, вдоль Белого, Баренцева и Карского морей, от Архангельска до Печоры.
В 1612 году снова прибыл в Россию в звании посланника Генеральных штатов Голландии, проведя в ней довольно долгое время. Завоевав здесь некоторый авторитет, получил немало ценной информации, как от русских бояр, дворян и дьяков, так и жителей Немецкой слободы в Москве. В 1614 году вступил в конфликт в английским посланником Джоном Мерриком за право торговли с Московским государством и доступа к Каспийско-Волжскому торговому пути. Сопровождал в Нидерланды русские посольства Степана Ушакова и Семёна Заборовского в 1614-м и Ивана Кондырева и Михаила Неверова в 1615 году. В 1615 году обсуждал с царём Михаилом Федоровичем условия военного союза с Нидерландами против Швеции. 
В апреле 1622 года женился на Беатрис ван дер Лаен, дочери бургомистра Харлема. После её смерти вступил в брак с Марией ван Вассенберг. Один из его сыновей по имени Якоб был в 1660 году студентом в Утрехте, другой по имени Виллем служил в Харлеме нотариусом.
В 1625 году перешёл на шведскую службу, получив дворянство. В 1628 году участвовал в шведском посольстве Антона Мониера в Москву. Последний раз посетил Россию в 1634 году. В 1639 году фельдмаршал и член регентского совета Шведского королевства Якоб Делагарди справедливо отметил, что Масса обладал способностью «весьма ловко узнавать секреты любых лиц».
Умер между 1635 и 1643 годами, возможно, в Лиссе.

## Сочинения

### «Краткое известие о Московии»
Оригинальное издание записок Массы было опубликовано в 1610 году под названием «Краткое известие о начале и происхождении современных войн и смут в Московии, случившихся до 1610 года за короткое время правления нескольких государей» (нидерл. Een cort verhael van begin en oorspronck deser tegenwoordighe oorlogen en troeblen in Moscovia totten jahre 1610 int. Cort overloren ondert gouvernement van diverse vorsten aldaer). Основными источниками для него послужили устные сообщения, что можно видеть по встречающимся в нём многочисленным параллелям с русскими летописями и историческими повестями, а также проходящей через него идее воздаяния за грехи. Вместе с тем, обилие хронологических данных, являющееся бесспорных достоинств труда Массы, заставляет предполагать ведение им в России дневниковых записей.
Рассматривая события русской Смуты в рамках противоборства между католическими и протестантстскими державами Европы, Масса видел в России не только торгового партнера, но и естественного союзника последних, трактуя с этой точки зрения ключевые события её истории. Так, в отличие от своих современников Конрада Буссова и Жака Маржерета, он считал Лжедмитрия I не простым авантюристом-самозванцем, а ставленником Речи Посполитой и Ватикана. Это утверждение Массы встретило горячие возражения со стороны историка-иезуита Павла Пирлинга, указывавшего, что он не знаком был с необходимыми дипломатическими документами. Предшественника Лжедмитрия Бориса Годунова Масса выводит беспринципным интриганом, отметив, однако, что жестокости его правления являлись следствием внушения со стороны супруги Ирины, дочери Малюты Скуратова. Значительную ценность представляют сообщения Массы о Великом голоде 1601—1603 годов, приезде в Москву в 1602 году датского герцога Иоганна, русском посольстве Михаила Татищева в Грузию (1604—1605), свадьбе Лжедмитрия с Мариной Мнишек (май 1606 г.) и восстании Ивана Болотникова (1606—1607).
Рукопись сочинения Массы хранится в Королевской национальной библиотеке Нидерландов в Гааге. Голландский текст был напечатан в 1866 году в Брюсселе под редакцией нидерландского историка и философа Антониуса ван дер Линде и русского историка-архивиста М. А. Оболенского, и в 1868 году переиздан в Санкт-Петербурге во II томе сборника Археографической комиссии «Сказания иностранных писателей о России». Первый русский перевод, тогда же начатый историком-источниковедом К. Н. Бестужевым-Рюминым, частично использовавшим французский перевод ван дер Линде, закончен был кн. Львом Шаховским и увидел свет в 1874 году под редакцией профессора истории столичного университета Е. Е. Замысловского. В 1937 году опубликован был новый перевод, выполненный филологом, научным сотрудником Института русской литературы (Пушкинского Дома) А. А. Морозовым, снабдившим его комментариями и давшим ему заглавие «Краткое известие о Московии в начале XVII в».

### Карты
Принимал участие в создании пяти опубликованных карт России и её провинций, составленных им в 1633 году, двух карт города Москвы, а также схематичного плана битвы между армиями Василия Шуйского и Ивана Болотникова в 1606 году. Первая карта была опубликована Гесселем Герритсом в 1613 году. Одним из возможных их источников являлась русская «Книга Большому чертежу» в редакции 1627 года. В последующих переизданиях карт Исаака Массы принимали участие такие картографы как Йодокус Хондий, Ян Янсон, Клас Вишер, а также Виллем и Ян Блау. В тексте на карте Герритса сообщается, что карта выполнена по рукописи Фёдора, сына царя Бориса и она посвящается царю Михаилу Федоровичу. В верхней части карты изображён план города Москвы, с другой стороны вид на город Архангельск. В переиздании Вишера-Пискатора кроме Архангельска присутствуют виды на Ивангород и Кремль, а также деревенские пейзажи с баней и мельницей.

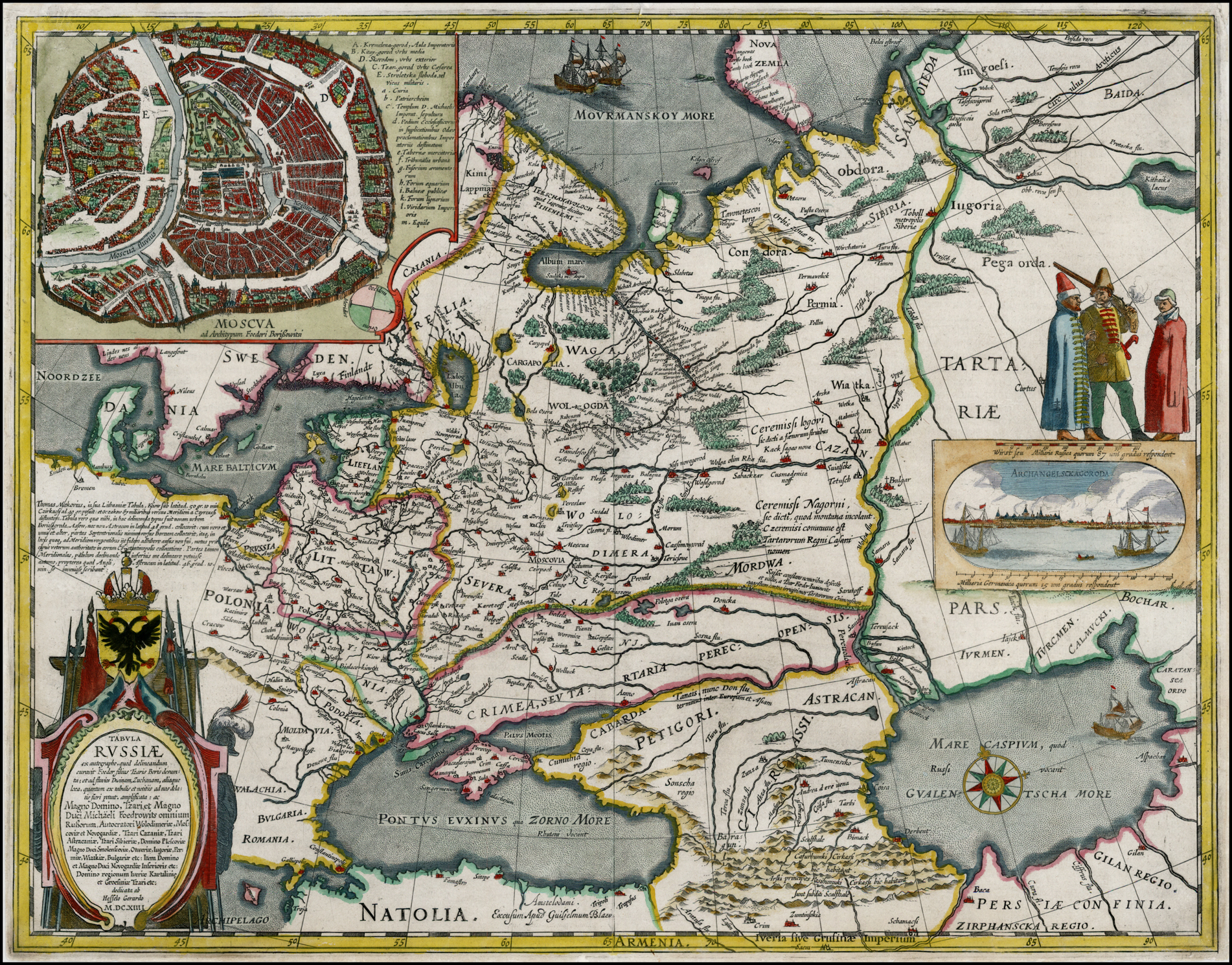
«Карта Руссии», издание 1635 года (Willem Janszoon Blaeu). Переиздание карты Герритса.
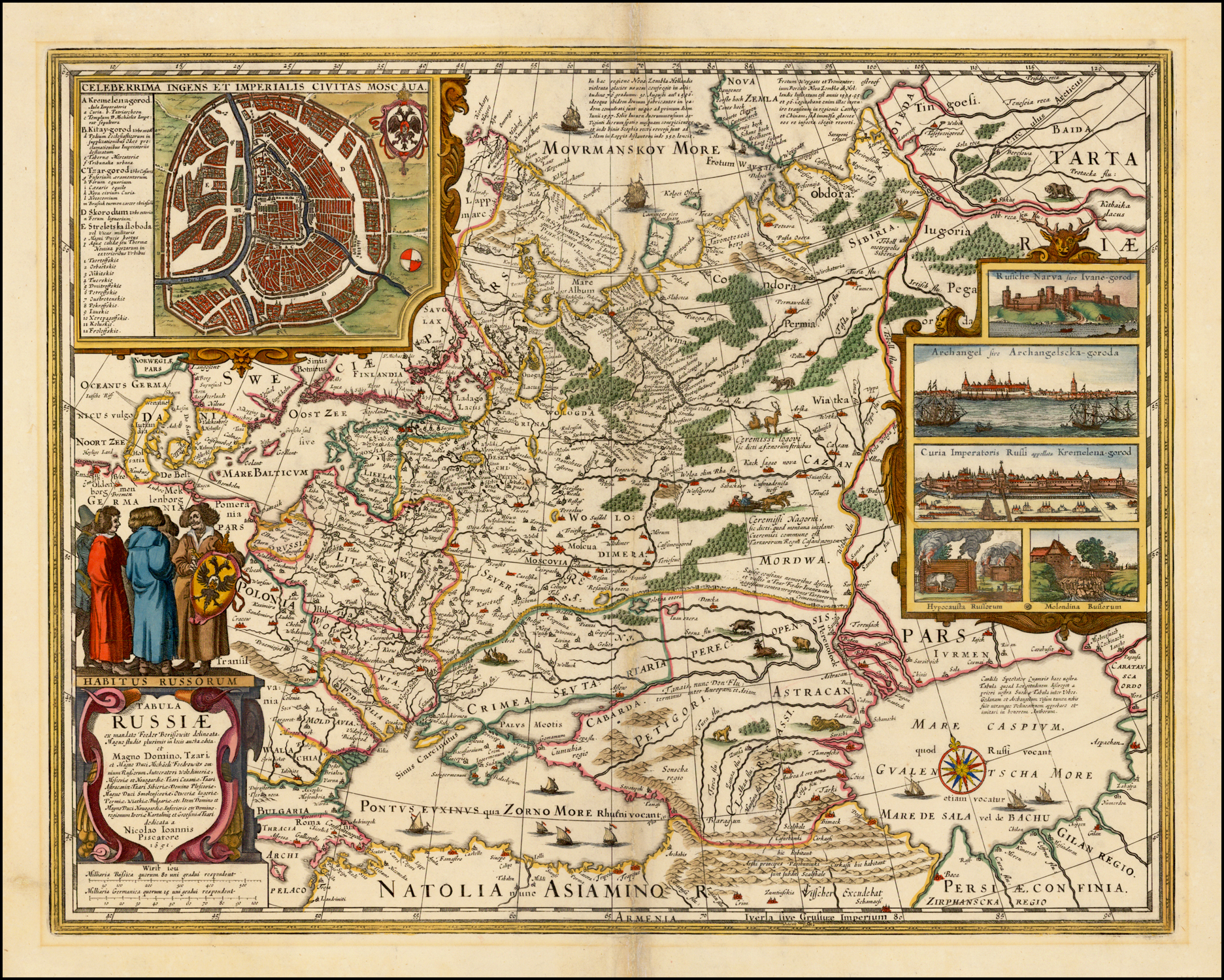
«Карта Руссии», издание 1651 года (Claes Janszoon Visscher)
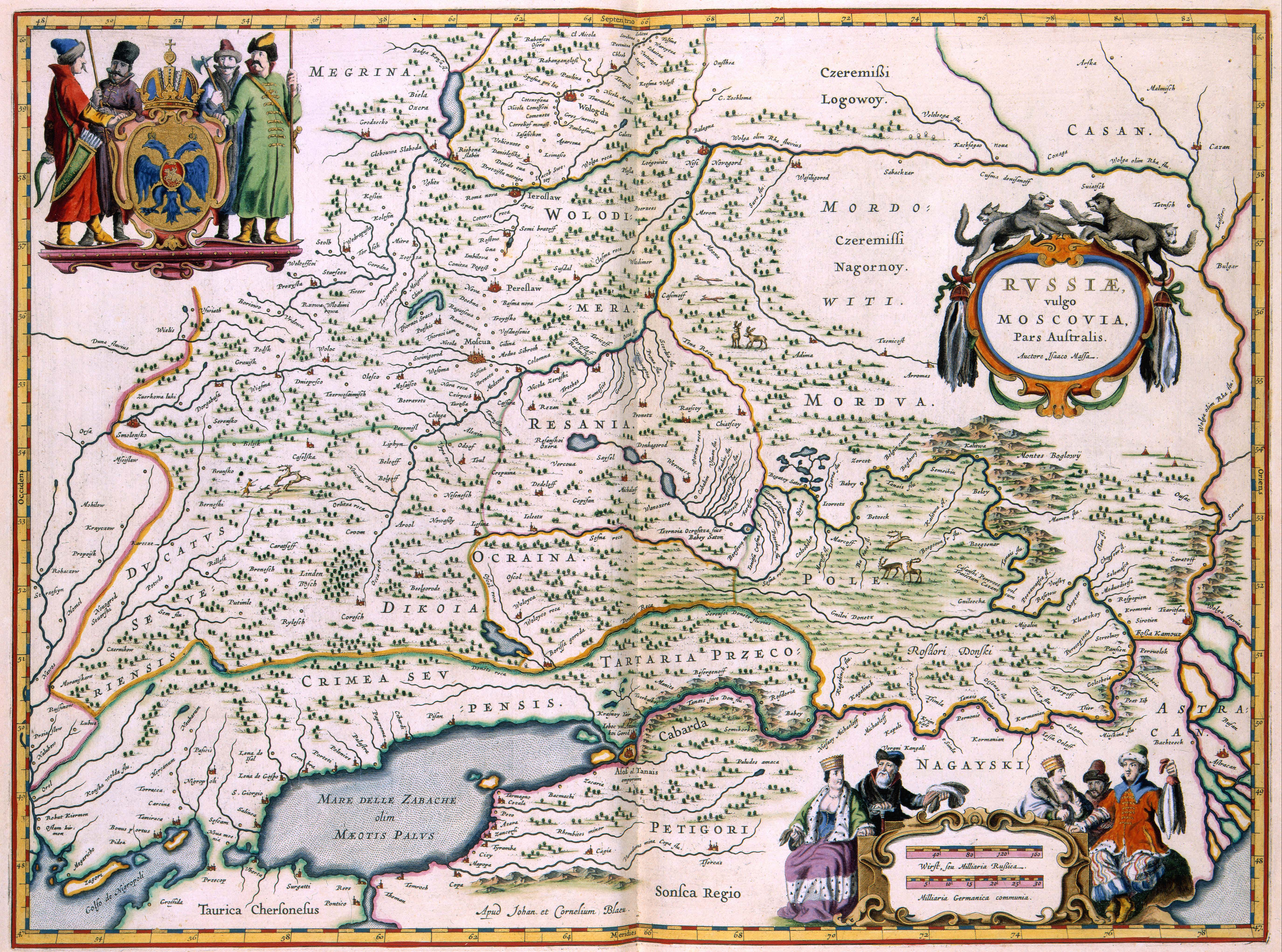
«Руссия или Московия, южная часть» (Joan Blaeu), 1638-1690 гг.
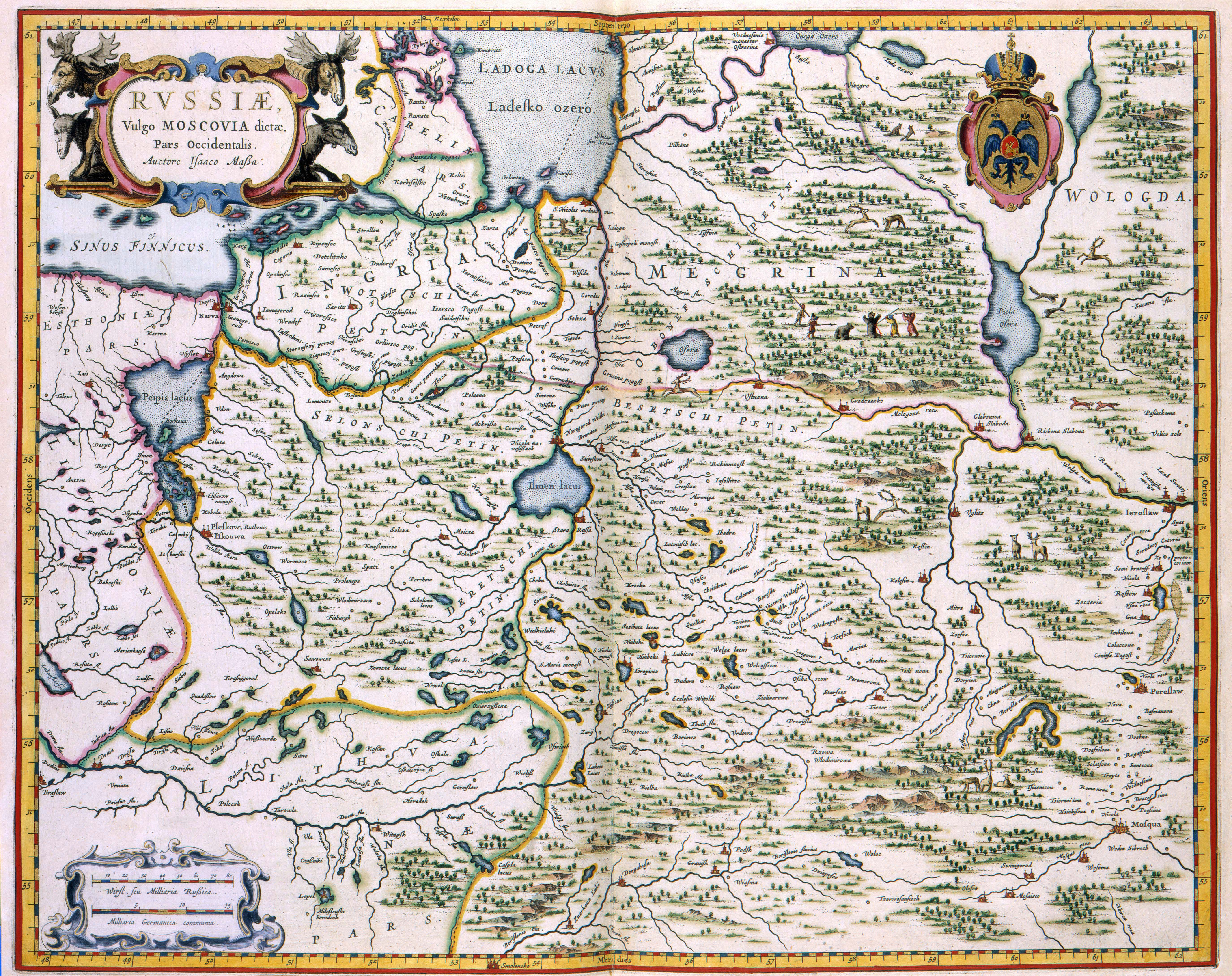
«Руссия или Московия, западная часть» (Joan Blaeu), 1638-1690 гг.
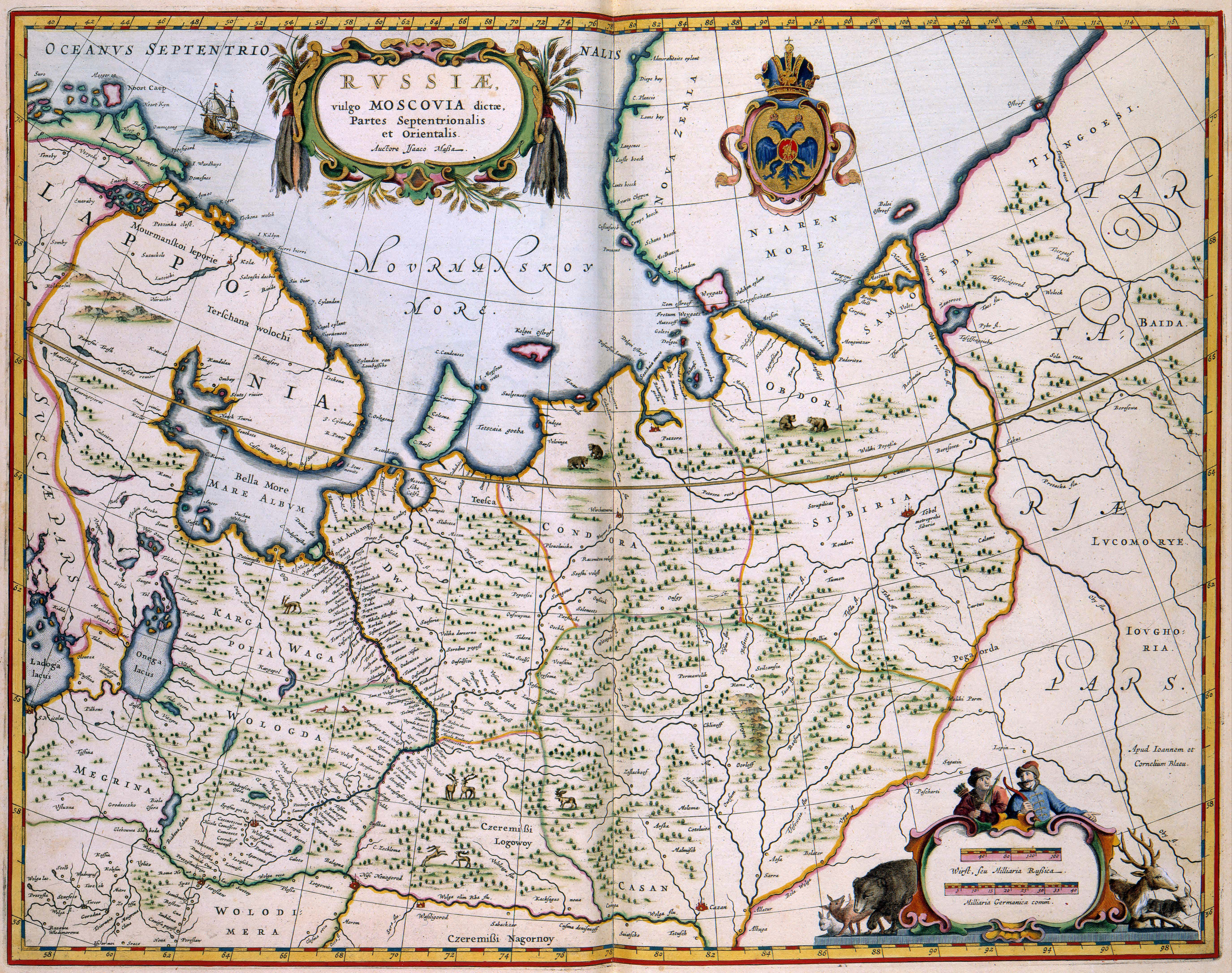
«Руссия или Московия, северная часть» (Joan Blaeu), 1638-1690 гг.

## Интересные факты
- Франс Халс, земляк и друг Массы, написал несколько его портретов, из которых наиболее известны двойной портрет Массы с женой (1622) и одиночные портреты (1622, 1626, 1635)[22].
- Фонд Исаака Массы в Гронингене стремится стимулировать научные и культурные контакты между Российской Федерацией и Нидерландами.

## Издания
- Исаак Масса. Краткое повествование о начале и происхождении современных войн и смут в Московии // Сказания Массы и Геркмана о Смутном времени в России / Под ред. Е. Е. Замысловского. — СПб.: Тип. К. Замысловского, 1874. — С. 1—260.
- Масса Исаак. Краткое известие о Московии в начале XVII в. / Пер., прим. и ст. А. А. Морозова; пер. стихов В. А. Зоргенфрея. — М.: ОГИЗ — Гос. социально-экономическое изд-во, 1937. — 208, [12] с. — (Иностранные путешественники о России). — 10 000 экз. (в пер.)
- Исаак Масса. Краткое известие о начале и происхождении современных войн и смут в Московии // О начале войн и смут в Московии / Сост. А. А. Либермана, комм. и послесл. С. Ю. Шокарева. — М.: Фонд Сергея Дубова; Рита-Принт, 1997. — С. 13—150. — (История России и дома Романовых в мемуарах современников. XVII—XX вв.). — ISBN 5-89486-001-6.
- Исаак Масса. Краткое известие о Московии // Россия XVII века. Воспоминания иностранцев. — Смоленск: Русич, 2003. — С. 77—256. — (Популярная историческая библиотека). — ISBN 5-8138-0523-0.